# Donatella Di Cesare
Donatella Di Cesare (Roma, 29 d'abril de 1956) és una filòsofa i acadèmica italiana.

## Trajectòria acadèmica
Va estudiar filosofia, filologia clàssica i lingüística primer a la Universitat de Roma La Sapienza, el 1979, on va tenir de professors Eugen Coşeriu, Josef Simon i Konrad Gaiser; després a la Universitat de Tübingen, on va obtenir el doctorat i va ser l'última alumna de Hans-Georg Gadamer, i a la Universitat d'Estudis Jueus de Heidelberg.
El 1996 va rebre la beca d'investigació Alexander von Humboldt. Des del 2001 és catedràtica del Departament de Filosofia de La Sapienza de Roma, on imparteix classes de filosofia de la llengua.
El 2007 va ser nomenada Distinguished Visiting Professor of Arts and Humanities (Catedràtica Visitant Distingida d'Arts i Humanitats) a la Universitat Estatal de Pennsilvània (EUA).
És membre de la junta editorial de la revista Internationales Jahrbuch für Hermeneutik (Anuari internacional d'hermenèutica), del Consell assessor del Fòrum Heidegger; és membre del comitè de direcció de la revista alemanya Philosophisches Jahrbuch i de la sèrie Ludwig Wittgenstein-Studien. De 2011 a 2015 va ser vicepresidenta del Martin Heidegger-Gesellschaft, que va deixar en polèmica amb la reacció dels directius de l'associació després de la publicació dels anomenats Quaderns negres de Martin Heidegger.
Autora de nombrosos assajos i articles, va estudiar el tema del llenguatge i de la seva comprensió. A través de la reflexió hermenèutica, que és la porta d'entrada a tota existència finita, el seu interès es dirigeix a la filosofia jueva, que en el seu context també va oferir contribucions a la forma de ser teologicopolítica. Va tractar filosòficament el tema de l'Holocaust, indicant un nou punt de partida indispensable per a la filosofia en la deshumanització de l'univers concentrador. En els últims anys, mirant a l'efecte de la globalització, s'ha centrat en la condició humana de l'exili, la figura de l'«estranger resident», la ciutadania oberta, la superació de l'estat nació, i la qüestió de l'ètica i la política de la justícia.
Va treballar per a programes culturals de la RAI. Col·labora amb el Corriere della Sera i amb nombroses revistes i diaris. És membre del Comitè Científic del Museu de l'Holocaust. Des de març de 2015, duu escorta policial a causa de les amenaces rebudes pels grups feixistes i neonazis, protecció revocada sense cap explicació al juliol de 2018.

## Postfeixisme
Donatella Di Cesare proposa anomenar «neofeixisme» tots aquells moviments posteriors a la Segona Guerra Mundial que s'inspiren en el vell feixisme tot i adaptant-lo a les noves realitats i maneres de fer política, i anomena «postfeixisme» el populisme de dretes d'ampli espectre que, tot i desmarcar-se obertament, tant en les formes com en el discurs, del feixisme clàssic, en manté els valors profunds essencials:
- Legitimació de la desigualtat: defensa de la inevitabilitat de les injustícies i les jerarquies socials i nacionals i el qüestionament de la idea d'igualtat de drets entre totes les persones i comunitats.
- Populisme: voluntat d'imposar el seu poder i de comptar amb una base social àmplia que els legitimi com a representants del poble.
- Apologia de la violència: naturalització de la violència com a mitjà per a resoldre conflictes, visió venjativa i punitiva de la justícia, apologia de la pena de mort i insistència en l'enduriment del codi penal.[5]

## Llibres
- Utopia del comprendere, Genova, 2003
- Gadamer, Bologna, 2007

- Se Auschwitz è nulla. Contro il negazionismo, Genova, 2012
- Heidegger e gli ebrei. I "Quaderni neri", Torino, 2014
- Heidegger & Sons. Eredità e futuro di un filosofo, Torino, 2015
- Tortura, Torino, 2016
- Stranieri residenti. Una filosofia della migrazione, Torino, 2017
- Terrore e modernità, Torino, 2017
- Terrorismo y guerra civil global, Barcelona 2017 (en castellà)
- Marrani, Torino, 2018
- Sulla vocazione politica della filosofia, Torino, 2018
- Virus sovrano? L'asfissia capitalistica, Torino, 2020
- Il tempo della rivolta, Torino, 2020
- Il complotto al potere, Torino, 2021